# 教諭
教諭（きょうゆ）とは、日本の学校におかれる教員の職の1つであり、在籍者の教育または保育をつかさどる職のことである。

## 概要
教諭は、公立学校の場合、教員採用試験の合格を通じて採用される。その他の学校の場合は、学校の設置者の定めるところにより採用された、正規の教員であり、各学校の種別に対応する教員免許状の普通免許状または特別免許状を有していなければならない。また、教諭の職務を助ける職としては、助教諭がある、
原則として教諭をおかなければならないとされる学校は、就学前教育、初等教育、中等教育を行う学校である。具体的には、幼稚園（広義的には認定こども園を含む）、小学校、中学校、義務教育学校、高等学校、中等教育学校、特別支援学校が該当する。
教諭は、児童・生徒の教育または幼児の保育をつかさどっている。また、学校の管理運営上必要とされる校務分掌も担当するのが一般的である。学校運営において連絡調整などにあたる一定の主事職・主任職には、教諭をもってあてられる職も多数ある。
学校教育法（昭和22年法律第26号）においては、幼稚園の教諭は、幼児の保育をつかさどること（学校教育法第81条第6項）、小学校の教諭は、児童の教育をつかさどること（学校教育法第28条第6項）が、それぞれの職務として規定されている。中学校の教諭、高等学校の教諭、中等教育学校の教諭の職務については、小学校の教諭に関する規定が準用され「生徒の教育をつかさどる」とされている（学校教育法第40条・第51条・第51条の9第1項）。特別支援学校の教諭は、幼稚部・小学部・中学部・高等部のそれぞれにおいて、幼稚園・小学校・中学校・高等学校と同様な職務を遂行する（学校教育法第76条）とともに、各部の連携に必要とされる職務にもあたる。
児童・生徒と直接関わるなど学校教育上の主要な職位である。
| 種類           | 区分 | 基礎資格                           | 効力     | 有効期間       | 職階           |
| -------------- | ---- | ---------------------------------- | -------- | -------------- | -------------- |
| 普通免許状     | 専修 | 修士                               | 全国     | 無制限         | 教諭           |
| 普通免許状     | 一種 | 学士                               | 全国     | 無制限         | 教諭           |
| 普通免許状     | 二種 | 学士、短期大学士、専門士のいずれか | 全国     | 無制限         | 教諭           |
| 特別免許状     | －   | －                                 | 都道府県 | 無制限         | 教諭           |
| 臨時免許状     | －   | －                                 | 都道府県 | 3年（特例6年） | 助教諭         |
| （免許状なし） | －   | －                                 | －       | －             | 特別非常勤講師 |

## 各学校ごとの教員
- 幼稚園教員 - （保育教諭を含む）
- 小学校教員
- 中学校教員
- 高等学校教員
- 特別支援学校教員
- 大学教員 - 高等専門学校教員（教諭は置かれず、教授・准教授などが置かれる）